# ワンクッション
ワンクッションは、日本で活動するフリーのお笑いコンビ。
約30cmの身長差が特徴。

## メンバー
- 佐藤 涼平（さとう りょうへい、1983年8月19日 - ）

群馬県桐生市出身。血液型A型。身長150cm。ボケ担当。東京アナウンス学院卒業。
地元・桐生市にて空き家活用事業の一環として「machiyaマルシェ」を主催している。2022年7月3日から地元・桐生市で駄菓子屋、よこまちやをオープンした。
- たべい（たべい 、1983年11月28日 - ）

栃木県佐野市出身。血液型O型。身長178cm。ツッコミ担当。東京アナウンス学院卒業。
自ら立ち上げた劇団「ぐんま芸人劇団」の総監督、脚本と演出を手掛けている。

## エピソード
東京アナウンス学院 お笑いタレント科（現:芸能バラエティ科）にて、お互い別々のトリオだったが、先生がトリオ同士2組を合わせた形で6人組を結成後、順々に抜けていき、残ったこの2人でその後活動していくことになった。

## 略歴
- 2003年2月 - コンビ結成
- 2003年12月 - ワタナベエンターテインメント所属
- 2009年2月27日 - 佐藤がホームページ内のブログにおいて、契約切れでワタナベエンターテインメントを退社したことを報告。その後フリーで活動。
- 2011年10月7日 - 佐藤の地元・群馬県桐生市にて初の単独ライブを開催、来場者数約270名を達成。
- 2015年8月16日 - 群馬県桐生市にて1000人を集客目標とした無料の単独ライブを開催、惜しくも集客数946名と達成には至らなかった。
- 2015年9月1日 - 佐藤の地元・群馬県桐生市より「桐生ふるさと大使」に任命された[1]。
- 2015年11月7日 - 群馬県桐生市にある重要伝統的建造物群保存地区にて空き家を借り、毎月第一土曜にマルシェを行う「machiyaマルシェ」を開催。
- 2017年10月15日 - ぐんま芸人劇団を立ち上げ、有隣館演劇祭”蔵芝居’17″にて初公演を行う。
- 2021年 - YouTubeチャンネル「群馬と栃木のおとなり劇場」を開設
- 2022年7月 - 佐藤が群馬県桐生市内にて、駄菓子屋「よこまちや」を開店

## テレビ
- 週刊オリラジ経済白書（日本テレビ 2008年1月22日、2008年1月29日） - 「世紀の大実験!人はアルバイトだけで一ヶ月100万円貯められることができるか!？」
- モバタレGREAT（日本テレビ2008年4月～2008年9月） - タレタマの1組として登場。
- 21世紀エジソン（TBS2008年7月29日） - 「一発ギャグメリーゴーランド」佐藤のみの出演。
- ココリコミリオン家族（テレビ東京2008年11月25日）2時間スペシャル特別企画「お笑いネタカジノ」
- エンタの天使（日本テレビ）- 2010年2月17日（第14回）、キャッチコピーは「凸凹の雑技団」。元々は「エンタの神様」の番組中で収録されたものだったが、未放映だったためこちらで放送。
- こんにちはいっと6けん（NHK総合2011年10月18日） - 佐藤の地元、群馬県桐生市での単独ライブを密着。
- なら婚（日本テレビ2014年7月2日） - 第３回芸人テッパンネタ選手権。
- 大改造!!劇的ビフォーアフター（テレビ朝日2016年6月19日） - Wエンジンえとう窓口の自宅リフォームを手伝う。
- 土曜スペシャル 今日で捨てましょう！（テレビ東京2017年7月1日） - 佐藤が母親に贈ったマッサージチェアを巡り断捨離を行う。
- 水曜日のダウンタウン（TBS 2021年1月20日） - チャンス大城をターゲットにした「ドッキリバージン企画」にて背の小さいヤクザの親分役で佐藤が出演。

## ラジオ
- ワンクッションのワンラボ！（FM桐生-毎週金曜日19:00～19:30：現在は終了）

## ぐんま芸人劇団
- 初公演「空間」- 2017年10月15日[2]

出演：佐藤涼平（ワンクッション）、さくらわに子、横塚沙弥加、田中沙季、酒井ちひろ（アンペア―）、松田聡介、青木ともや　
脚本：たべい
- 第２回公演「おと」- 2018年9月29日[3]

出演：佐藤涼平（ワンクッション）、さくらわに子、横塚沙弥加、田中沙季、松田聡介、青木ともや、入内島優奈、長沢雄介（巨峰３兄弟）
脚本：たべい
- 第３回公演「おかえり」- 2019年9月22日23日[4]

出演：佐藤涼平（ワンクッション）、さくらわに子、横塚沙弥加、田中沙季、酒井ちひろ（アンペア―）、松田聡介、山﨑香、入内島優奈、長沢雄介（巨峰３兄弟）、青木ともや
脚本：たべい
- 第４回公演「選択」 - 2023年9月30日 10月1日

　  出演：佐藤涼平（ワンクッション）、さくらわに子、松田聡介、入内島優奈、長沢雄介　　（巨峰３兄弟）、青木ともや、田所佑梨、慧。　　脚本：たべい

## インターネットテレビ
- ワンクッションの桐生パーティーへようこそ！（桐生まちなかテレビ-毎月第2金曜日19:58～20:45）